# Rocking the East
Rocking the East – longplay zespołu Lombard.
Nagrany w Studio Mirka Wróblewskiego w Warszawie. Wydany w roku 1991 nakładem wydawnictwa Polton. Album jest anglojęzyczną wersją Welcome Home wydanego rok wcześniej.

## Lista utworów
1. „Rocking the East” (muz. H. Baran, R. Kalicki – sł. M. Ostrowska, J. Sajkowski) – 4:38
2. „Moonshine Warrior” (muz. H. Baran – sł. M. Ostrowska, J. Sajkowski) – 3:50
3. „There May Not Be Another Time” (muz. H. Baran, R. Kalicki – sł. M. Ostrowska, J. Sajkowski) – 5:17
4. „Tears Behind the Wall” (muz. H. Baran, R. Kalicki, A. Malik, P. Zander – sł. M. Ostrowska, J. Sajkowski) – 4:30
5. „Calm Down” (muz. P. Zander – sł. M. Ostrowska, J. Sajkowski) – 3:31
6. „Chasing the Time” (muz. H. Baran, R. Kalicki – sł. M. Ostrowska, J. Sajkowski) – 5:00
7. „Life At a Faster Speed” (muz. H. Baran, R. Kalicki – sł. M. Ostrowska, J. Sajkowski) – 3:35
8. „Acid and Honey” (muz. H. Baran, R. Kalicki, A. Malik, P. Zander – sł. M. Ostrowska, J. Sajkowski) – 3:56
9. „It Might Have Been... (Welcome Home)” (muz. H. Baran – sł. M. Ostrowska, J. Sajkowski) – 2:25

## Muzycy
- Robert Kalicki – śpiew, instrumenty klawiszowe
- Małgorzata Ostrowska – śpiew
- Piotr Zander – gitara, gitara basowa
- Henryk Baran – gitara basowa, śpiew, gitara
- Artur Malik – perkusja, śpiew

gościnnie
- Jerzy Styczyński – gitara

Personel
- Mikołaj Wierusz – realizacja nagrań
- Jacek Gulczyński – projekt graficzny, foto

## Wydania
- CD – Polton; CDPL-018 (1991)
- MC – Polton; PC-116 (1991)